# Block B
Block B (на корейски: 블락비) e южнокорейска (кей поп) музикална момчешка група, създадена от Cho PD през 2011 г. Групата се състои от 7 членове: Теил, Би Бомб, Джехьо, Ю Куон, Кюнг, Зико и Пи О.

## История

### 2011: Дебют
Block B прави дебюта си на 13 април 2011 г. на сцената KBS Music Bank с промоционалния сингъл „Freeze“. Името Block B идва от BlockBuster, което им вдъхва големи надежди да пробият в музикалната индустрия. Членовете на групата имат танцувални, рап, композиционни и вокални умения. Сингълът, с който дебютират носи името „Do You Wanna B?“, който съдържа три парчета. Групата има своите корени в хип-хопа, но проявява интерес и към другите стилове музика.
През февруари 2011 г., Cho PD съобщава, че ще инвестира 1.4 милиона долара в създаването на седемчленна хип-хоп група за проекта си „Creating Korea's Eminem Project“. В създаването на проекта участват още и Verbal Jint, Skull и Rhymer, с което се предизвиква голям интерес в Ю. Корея и останалата част на Азия още преди дебюта на групата.
На 13 април 2011 г., дебютират с музикалното си видео „Freeze“. Песента е била забранена от „Комисията за защита на младежта“, защото от организацията смятат, че текстовите изрази съдържат влиятелни думи. Което означава, че не може да се продава на деца под 19-годишна възраст и няма да се излъчва преди късните часове.
На 15 април 2011 г., групата прави първия си дебют на живо на KBS Music Bank, където от сигнъла си представя и друга песен – „Wanna B“.
Block B правят и няколко изяви по различни радиа и шоу предавания. Включително и в „Night Younha Star“ и „100 Points Out of 100“.
Първият им мини-албум „New Kids on the Block“ излиза на 23 юни 2011 г.
На 22 юни 2011 г. излиза първият епизод на MTV Match Up!, в който участват Block B и B1А4. В първия епизод показват нов клип от мини-албума на „Block B“, „Tell Them“. Предаването ще позволи на двете групи да покажат своите характери и музикални умения, в седмични мисии зад кулисните кадри. Програмата ще има 8 епизода.
На 16 октомври 2011 г. MTV започва да излъчва поредица специални епизоди от „Match Up!“, показвайки „Block B“ докато промотират в Япония.

### 2012 г.
В началото на януари е обявено, че „Block B“ ще се завърнат в нов мини-албум озаглавен „Welcome to the Block“. На 13 януари е пуснат тийзър към албума. След това малко по-късно на 27 януари, е пуснато и малко превю към новия им сингъл „Nanlina (Go Crazy)“ Три дни по-късно е пуснат и втори тийзър.
На 1 януари „Nanlina“ е пусната официално и албума „Welcome to the Block“ варираше от различни музикални стилове. Две от песните от албума „LOL“ и „Did You or Did You Not“ са били баннати от „Комисията за Защита на Младежта“ и от KBS поради неподходящи изрази. Лидерът Zico изрази мнението си от името на всички от групата „Просто, такава е нашата музика пред общността“ и „и нуждата от свободно изразяване не ни е позволена“ Той също добави и че за втори път вече не му е било толкова лесно да бъде продуцент – на пет от шестте песни от новия албум. Block B заявиха, че ще продължат да работят усърдно и да правят музика с повече насоки към бъдещето.
На 17 октомври Block B се завръщат с първи пълен албум „BLOCKBUSTER“ със заглавна песен „Nillili Mambo“. Също така правят и шоукейс в Сеул представяйки песни от новия си албум.
На 18 октомври започва 2-ри сезон на „MTV Match Up!“, този път като „BLOCK B RETURNS“.

### Противоречия с Тайланд
През февруари 2012 г. – месец по-рано, „Block B“ са подложени на критики заради поведението им в интервю, взето в Тайланд. В отговор на това членовете от групата официално се извиняват чрез писма, а по-късно – и с видео, качено от официалния им канал в YouTube. В резултат на този инцидент лидерът на „Block B“ – Zico, обръсва главата си в знак на разкаяние.

## Дискография

### Студийни албуми
- Blockbuster (2012)
- My Zone (2016)

### Мини албуми
- New Kids on the Block (2011)
- Welcome to the Block (2012)
- Very Good (2013)
- H.E.R (2014)
- Blooming Period (2016)
- RE:Montage (2017)

### Сингъл албуми

#### Корейски
- Do You Wanna B? (2011)
- Jackpot (2014)

#### Японски
- Very Good (2015)
- H.E.R (2015)
- Jackpot (2016)
- Toy (2016)
- Yesterday (2017)

### Сингли
- Freeze! (2011)
- Wanna Be (2011)
- Tell Them (2011)
- NalinA (2012)
- I'll Close My Eyes (2012)
- Nilili Mambo (2012)
- Be The Light (2013)
- Very Good (2013)
- Jackpot (2014)
- H.E.R (2014)
- A Few Years Later (2016)
- Toy (2016)
- Yesterday (2017)
- Shall We Dance (2017)
- One Way (2017)
- Don't Leave (2018)